# Alençon
Alençon és una ciutat de França, situada al departament de l'Orne a la regió de Normandia. Tenia 26.069 habitants l'any 2015. La ciutat forma part de la Comunitat urbana d'Alençon.
A l'edat mitjana va ser el cap d'un comtat i després ducat. És la ciutat natal de Santa Teresa de Lisieux.

## Història
Vegeu: Comtat d'Alençon